# Новиков, Игорь Александрович (шахматист)
Игорь Александрович Новиков (род. 23 мая 1962, Харьков) — американский, ранее украинский шахматист, гроссмейстер (1990).

## Биография
Чемпион Украины (1989). В составе сборных Украины (1992 и 1996) и США (2004) участник 3-х Олимпиад. Серебряный призёр 32-й Олимпиады в Ереване (1996) и командного чемпионата Европы в Дебрецене (1992).
Участник ряда Всесоюзных турниров молодых мастеров (лучшие результаты: 1983 — 2—5-е; 1985 — 2—4-е места). В составе сборной молодёжной команды СССР победитель чемпионата мира 1985 (лучший результат на 4-й доске — 6½ очков из 8). Международные турниры: Познань (1985 и 1987) — 1—2-е и 5-е; Львов (1986) — 1—3-е; Гавана (1987) — 1-е места.

## Спортивные достижения
| Год  | Город     | Турнир                          | + | − | =  | Результат | Место |
| ---- | --------- | ------------------------------- | - | - | -- | --------- | ----- |
| 1984 | Львов     | 51-й чемпионат СССР             | 4 | 3 | 10 | 9 из 17   | 5—8   |
| 1986 | Киев      | 55-й чемпионат Украины          | 4 | 0 | 11 | 9½ из 15  | 3     |
| 1989 | Херсон    | 58-й чемпионат Украины          | 6 | 0 | 9  | 10½ из 15 | 1     |
| 1990 | Ленинград | 57-й чемпионат СССР             | 1 | 4 | 8  | 5 из 13   | 12    |
| 1991 | Москва    | 58-й и последний чемпионат СССР | 1 | 0 | 10 | 6 из 11   | 15—22 |
| 1992 | Манила    | 30-я Олимпиада                  | 3 | 0 | 3  | 4½ из 6   |       |
|      | Дебрецен  | Командный чемпионат Европы      | 2 | 1 | 4  | 4 из 7    | 2     |
| 1996 | Ереван    | 31-я Олимпиада                  | 2 | 2 | 4  | 4 из 8    | 2     |
| 2004 | Кальвиа   | 37-я Олимпиада                  | 3 | 0 | 5  | 5½ из 8   |       |

| Графики недоступны из-за технических проблем. См. информацию на Фабрикаторе и на mediawiki.org. |